# Puy Chavaroche
Le puy Chavaroche est un sommet français faisant partie des monts du Cantal. Il culmine à 1 736 m d'altitude. Il s'y trouve « un homme de pierre » impressionnant où l'on dépose une pierre pour laisser une trace de son passage. Le puy Chavaroche est traversé par le sentier de grande randonnée 400 (GR 400).

## Toponymie
Le sommet est appelé Puei de Chava Ròcha en occitan, signifiant « roche creuse ». Il est surnommé « montagne à chèvres » par la proximité de chava et de chabra (« chèvre »).

## Géologie
Comme un certain nombre d'autres sommets du massif du Cantal, le puy Chavaroche est formé d'une alternance de trachyandésite et de brèches volcaniques.

## Accès

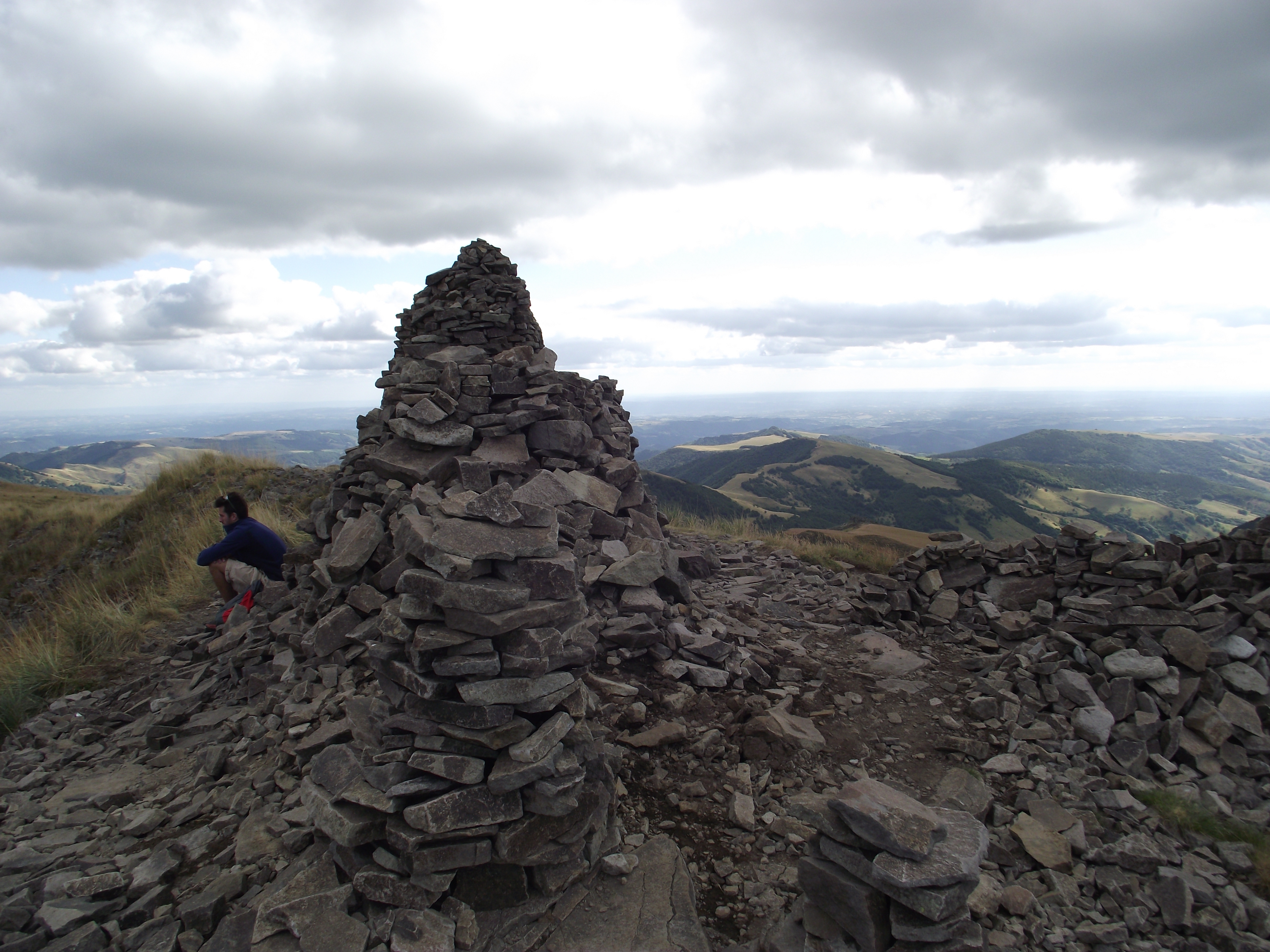
Cairn au sommet du puy Chavaroche.

Le puy Chavaroche est accessible à pied depuis le village de Mandailles, depuis le col de Légal ou depuis le pas de Peyrol. Au sud-ouest se trouve la roche Parlante.